# HMCS Trentonian (K368)
HMCS Trentonian (K368) je bila korveta izboljšanega razreda Flower, ki je med drugo svetovno vojno plula pod zastavo Kraljeve kanadske vojne mornarice.

## Zgodovina
Korveto je 22. februarja 1945 torpedirala in potopila nemška podmornica U-1004, pri čemer je umrlo 6 članov posadke.